# Carex laevissima
Carex laevissima är en halvgräsart som beskrevs av Takenoshin Nakai. Carex laevissima ingår i släktet starrar, och familjen halvgräs. Inga underarter finns listade i Catalogue of Life.